# Sabicea leucocarpa
Sabicea leucocarpa là một loài thực vật có hoa trong họ Thiến thảo. Loài này được (K.Krause) Mildbr. miêu tả khoa học đầu tiên năm 1922.